# Christoph Ludwig Vollertsen

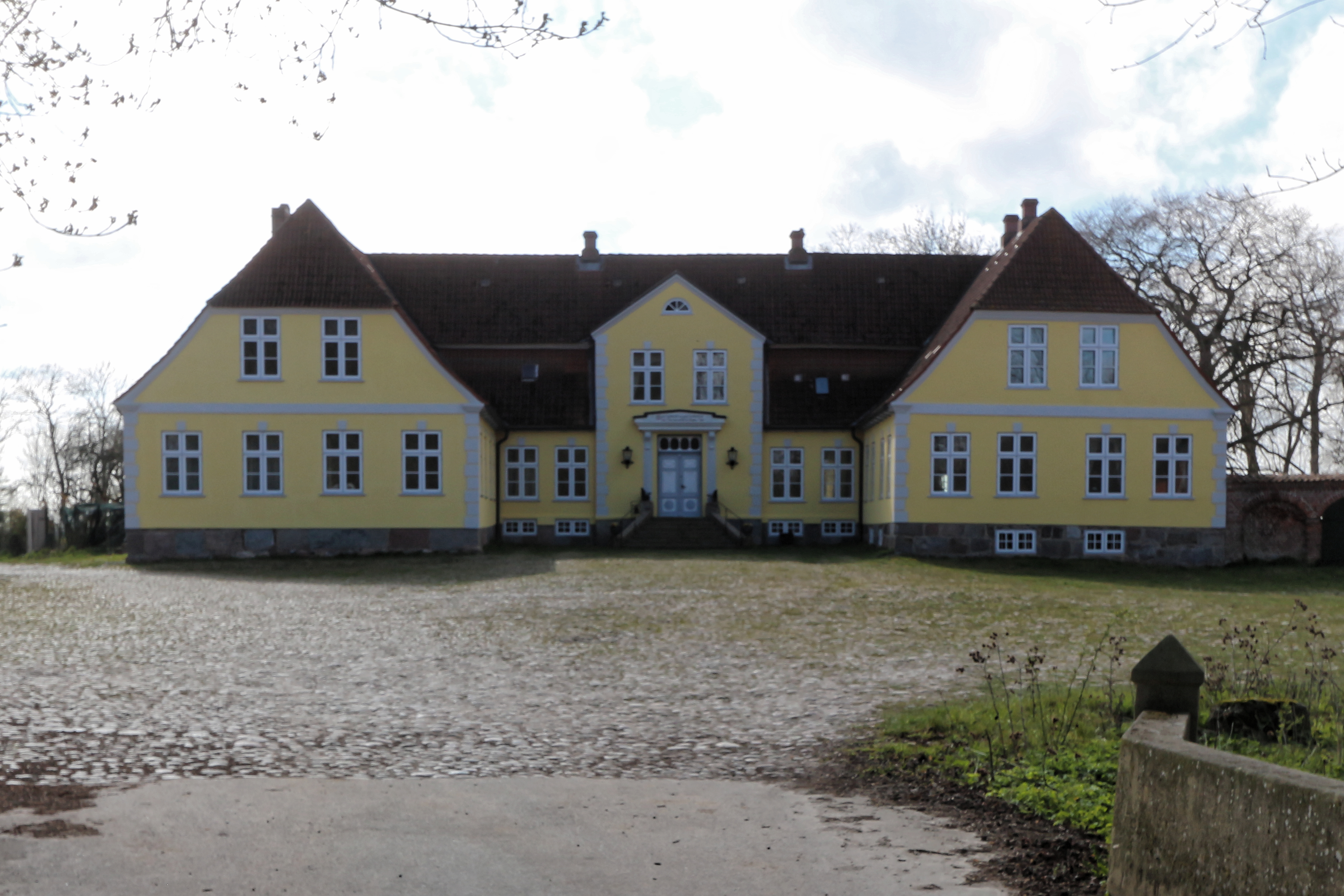
Gut Düttebüll

Christoph Ludwig Vollertsen (* 28. Oktober 1754 in Düttebüll, heute Ortsteil von Kronsgaard; † 27. Oktober 1841 in Hütten) war ein evangelisch-lutherischer Geistlicher im damals zum dänischen Gesamtstaat gehörenden Herzogtum Schleswig.

## Leben
Christoph Ludwig Vollertsen stammte aus Angeln und wuchs auf dem Gut Düttebüll auf. Erst relativ spät konnte er nach dem Studium der Evangelischen Theologie an der Universität Kiel 1785 sein Examen ablegen. 1789 erhielt er seine erste Pfarrstelle als Diakonus (2. Pastor) in Grundhof in Angeln.

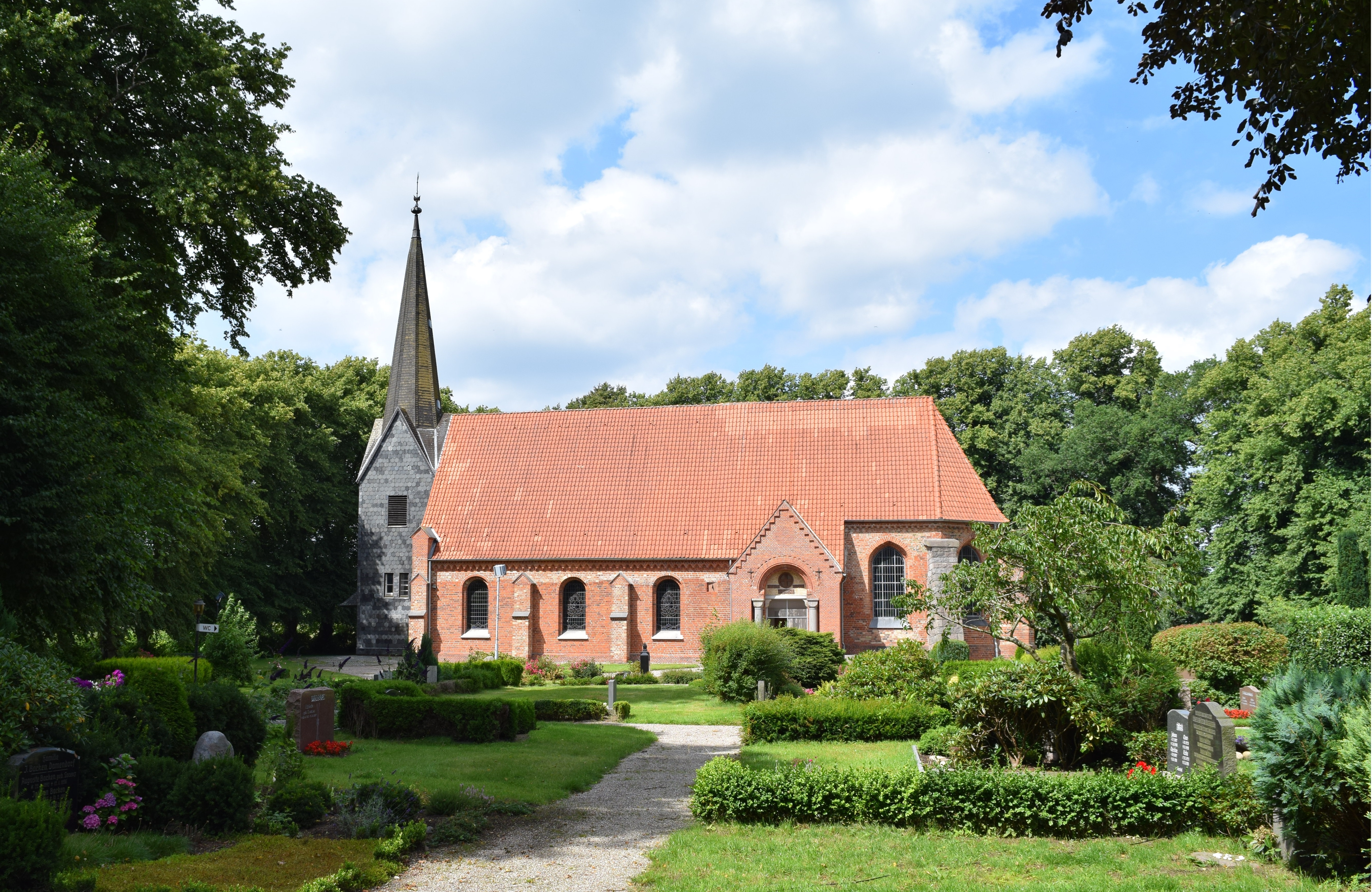
Kirche Hütten

1794 kam er als Pastor an die Kirche zu Hütten. Hier blieb er 47 Jahre bis an sein Lebensende. 1834, zu seinem 80. Geburtstag, ernannte ihn der dänische König zum Ritter des Dannebrogordens. 1839 konnte er noch sein 50-jähriges Amtsjubiläum feiern; zu diesem Anlass wurde er zum Dannebrogmann ernannt. Er starb als Senior der Geistlichkeit im Herzogtum Schleswig. Seit 1838 hatte er in Carl Friedrich Jacobsen einen Assistenten, der sein Nachfolger wurde.
Er war verheiratet mit Anna Dorothea Elisabeth, geb. Claussen (1767–1832) und galt als sehr begütert. 1808 konnte er das Gut Freienwillen bei Grundhof erwerben, das dann ab 1817 von seinem Sohn Carl Friedrich Vollertsen (1792–1850, Mitglied der Schleswig-Holsteinischen Landesversammlung, gefallen in der Schleswig-Holsteinischen Erhebung) bewirtschaftet wurde und bis 1902 im Besitz der Familie blieb. Sein jüngster Sohn Christian Ernst Vollertsen (* 1796) wurde Jurist, er starb schon 1828 als Kanzleisekretär bei der Regierung in Glückstadt.
An Pastor Vollertsen erinnert sein Porträt in der Kirche zu Hütten. 
Von Vollertsen sind verschiedene Einträge in studentischen Stammbüchern erhalten, so 1776 im Stammbuch von Nicolaus Outzen (1752–1826), 1779 im Stammbuch von Hieronymus Kamphövener (1757–1824) , 1781 bei Nicolaus Matthias Ludewig (1758–1829) und 1785 im Stammbuch von Friedrich von Matthisson (1761–1831).